# Arara (Izrael)
Arara (hebr. ערערה, arab. عرعرة; ang. Ar’ara) – samorząd lokalny położony w dystrykcie Hajfa, w Izraelu.

## Położenie
Miasteczko leży na grzbiecie górskim położonym na południe od Wadi Ara, którego dnem płynie rzeka Iron. W jego otoczeniu znajduje się miasto Umm al-Fahm, miejscowości Kacir-Charisz i Kafr Kara, moszaw Me Ammi, wioskę komunalną Micpe Illan, arabskie wioski Barta'a al-Dżarbija, Umm al-Kutuf, Mu'awija, Manusra, al-Bir i Al-Arjan. Na północ od miasteczka znajduje się baza wojskowa Sił Obronnych Izraela – jest to baza treningowa Regawim. W odległości 4 km na południe przebiega mur bezpieczeństwa oddzielający Izrael od Autonomii Palestyńskiej. Po stronie palestyńskiej jest wioska Barta'a asz-Szarkidża.

## Demografia
Zgodnie z danymi Izraelskiego Centrum Danych Statystycznych w 2006 roku w osadzie żyło 16 tys. mieszkańców, w 99,9% Arabowie muzułmanie.

Populacja osady pod względem wieku (dane z 2006):
| Wiek (w latach) | Procent populacji |
| --------------- | ----------------- |
| 0-4             | 13,1%             |
| 5-9             | 13,2%             |
| 10-14           | 11,5%             |
| 15-19           | 8,9%              |
| 20-29           | 15,7%             |
| 30-44           | 21,2%             |
| 45-59           | 10,0%             |
| ponad 60        | 6,5%              |

Źródło danych: Central Bureau of Statistics.

## Historia
W Starożytności w okolicy tej znajdowało się miasto Arona. W okresie krzyżowców miejsce to nazywano Castellum Arearum. W 1596 roku w wiosce Arara znajdowało się osiem muzułmańskich gospodarstw rolnych, których mieszkańcy utrzymywali się z upraw pszenicy, jęczmienia, oliwek oraz hodowli kóz i uli.
W okresie panowania Brytyjczyków Arara była średniej wielkości wioską. W 1931 posiadała 150 domów i 971 mieszkańców. Podczas arabskiej rewolty 1936–1939 w rejonie wadi Ara dochodziło do licznych starć arabsko-brytyjskich. W dniu 17 sierpnia 1936 przy wiosce Arara doszło do zaciętej bitwy arabskich rebeliantów z brytyjskimi żołnierzami. Podczas I wojny izraelsko-arabskiej w maju 1948 wioskę zajęły wojska irackie, które razem z arabskimi milicjami utrzymały ją do końca wojny. Na początku 1949 na wyspie Rodos odbyły się izraelsko-jordańskie negocjacje pokojowe, w trakcie których król Abdullah I zgodził się na oddanie bez walki obszaru wioski Arara państwu Izrael. Ze względu na szybki przyrost liczby mieszkańców, Arara otrzymała w 1970 status samorządu lokalnego. W 1985 do miejscowości przyłączono sąsiednią wioskę Ara.

## Edukacja
W miejscowości jest 7 szkół podstawowych i 3 szkoły średnie, do których uczęszcza ogółem 4,1 tys. uczniów. Średnia uczniów w klasie wynosi 28.

## Gospodarka
Zgodnie z danymi Izraelskiego Centrum Danych Statystycznych średnie wynagrodzenie pracowników w Arara w 2007 wynosiło 4649 NIS (średnia krajowa 6743 NIS).

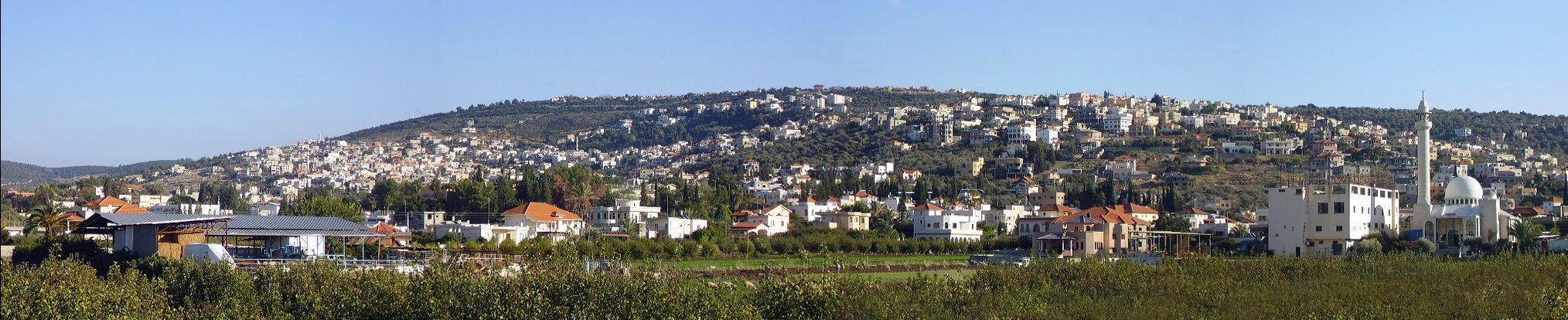
Panorama Arary

## Komunikacja
Przez miejscowość przebiega droga ekspresowa nr 65, którą jadąc na południowy zachód dojeżdża się do miejscowości Kafr Kara, lub jadąc na północny wschód dojeżdża się do miasta Umm al-Fahm.